# Maniçoba

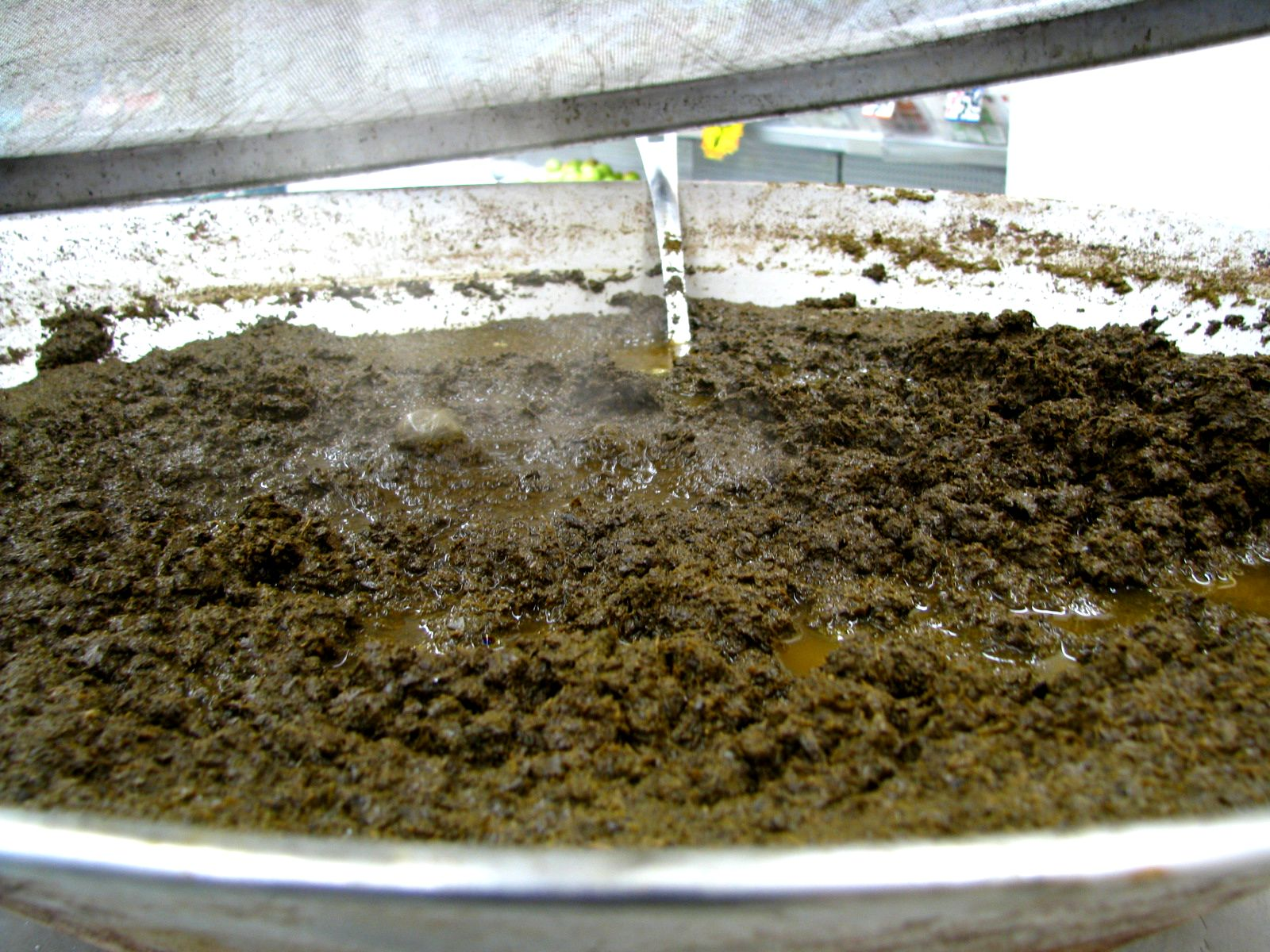
A maniçoba.

A Maniçoba é um prato de origem indígena, típico da culinária paraense. Pela origem da folha de que é produzido, surgiu provavelmente entre aldeias indígenas no norte brasileiro, comumente apontado como uma comida paraense. Tem como principal ingrediente a maniva, a folha da mandioca moída. O próprio nome do prato significa "folha de mani, mandioca", provindo do tupi antigo mani e soba, folha.
Em seu preparo, as folhas da mandioca são moídas e cozidas por aproximadamente uma semana, para que se retire da planta o ácido cianídrico, que é venenoso. Depois, são acrescidas a elas carnes de porco e bovina, e outros ingredientes defumados e salgados. A maniçoba é servida acompanhada de arroz branco, farinha de mandioca e pimenta.
Em Sergipe, o Museu da Gente Sergipana cita a importância da maniçoba para os municípios de Lagarto e Simão Dias, tradição que passa de pai para filho, iniciando com o comerciante local de nome João Mendes e passando para o filho Rildo Mendes, conhecido como Gordinho da Maniçoba, onde maniçoba é prato tradicional das festividades. 
A maniçoba também é típica do Recôncavo baiano, sobretudo dos municípios de Cachoeira e Santo Amaro, onde também é servida durante eventos comemorativos locais, como festa de São João da Feira do Porto. É vendida na feira livre, em forma de bolos ou em refeições tipo "prato feito". No Pará, onde também é um prato típico muito conhecido, ela é conhecida como feijoada paraense, já que leva praticamente os mesmos ingredientes.
Em Moçambique, o equivalente, também muito popular, chama-se "matapa" e normalmente leva camarão ou caranguejo no tempero e é acompanhado de arroz ou massa de milho.

## Modo de preparo
A preparação da maniçoba é  marcada por ser um processo longo e trabalhoso. Inicialmente, as folhas da mandioca brava são colhidas e passam por um período de fermentação que pode durar várias semanas. Durante esse tempo, as folhas são lavadas e fervidas repetidamente para remover o ácido cianídrico presente na mandioca brava, considerado uma substância tóxica e prejudicial ao sistema nervoso humano .
Após a fermentação, as folhas são cozidas com uma variedade de carnes suínas, como costela, pé de porco, rabo de porco, toucinho, sendo utilizada até como tempero . Também são adicionados  outros como alho, cebola, cheiro-verde, pimenta e outros ingredientes de acordo com a preferência do cozinheiro
Após isso, a maniçoba é cozida em fogo baixo por um longo período, geralmente de dois a três dias, para garantir que todos os ingredientes estejam bem cozidos e que o sabor se desenvolva plenamente. É um prato rico em sabores e texturas, e a carne fica macia e saborosa devido ao longo tempo de cozimento .

## Valor nutricional
Mesmo sendo considerado um prato calórico e rico em gorduras, dependendo do modo de preparo e acompanhamentos, a maniçoba apresenta alto valor nutritivo. Uma porção média pode fornecer cerca de 500 a 700 calorias, dependendo dos ingredientes utilizados e do tamanho da porção. Também, a maniçoba pode fornecer algumas vitaminas e minerais presentes nos ingredientes utilizados, como ferro, cálcio, vitamina B12 e vitamina C .